# Буе (Сарт)
Буе (фр. Bouër) је насељено место у Француској у региону Лоара, у департману Сарт.
По подацима из 2011. године у општини је живело 325 становника, а густина насељености је износила 27,08 становника/km².

## Демографија
| 1962. | 1968. | 1975. | 1982. | 1990. | 2011. |
| ----- | ----- | ----- | ----- | ----- | ----- |
| 250   | 239   | 204   | 177   | 185   | 325   |